# Sachi Kagawa
Sachi Kagawa (香川幸?; Hiroshima, ... – ...; fl. XX secolo) è stato un calciatore giapponese, di ruolo attaccante.